# كريس خافيير
كريس خافيير مواليد 6 ديسمبر 1992 في الفلبين، هو لاعب كرة سلة فلبيني. بدأ مسيرته الاحترافية في سنة 2016. يلعب مع ستار هوتشوتز في الرابطة الفلبينية لكرة السلة. يحمل الرقم 11. يبلغ طوله 6 قدم 5 بوصة (2.0 م). مثّل منتخب بلاده.